# Riddarholmsfesten
Riddarholmsfesten var en festival på Riddarholmen som anordnades mellan 2001 och 2004 och lockade sammanlagt mer än 100 000 besökare. Festivalen hade många framstående artister, bland annat The Hives, Broder Daniel, Sahara Hotnights, Pharoahe Monch, Organism 12, Snook, med flera.